# Oleg Jankovskij
Oleg Jankovskij, född 23 februari 1944 i Sovjetunionen, död 20 maj 2009 i Moskva, var en rysk skådespelare. Han utsågs 1991 till Folkets artist i Sovjetunionen.

## Filmografi (urval)
- 1991 - Tsarens mördare